# ليلى سماتي
ليلى سماتي (الجزائر 10 أفريل 1968) هي إعلامية رياضية جزائرية متعددة المواهب والخبرات عرفت كأول إمرأة عربية تقدم نشرة إخبارية رياضية على الهواء ولدیها شبکة واسعة من العلاقات مع ابرز الشخصیات الریاضیة عالمیا وحاصلة على ماجستير في الإعلام، كانت ضمن الفريق التأسيسي لقناة الجزيرة الإخبارية, ثم مع ساهمت مع فريق على رأسه كل من الأستاذ طلال العطية والاستاذ أيمن جادة في تأسيس قناة الجزيرة الرياضية التي تحولت سنة 2014 إلى قنوات بي إن سبورت العربية أين تعمل حاليا.
بدأت مسيرتها الإعلامية في التلفزيون الجزائري في التسعينات، حيث قامت بتغطية عدة بطولات رياضية دولية كمراسلة ومعلقة. انتقلت إلى قطر في عام 1996، وشاركت في تأسيس قسم الرياضة في قناة الجزيرة الإخبارية، عملت في قناة الجزيرة الرياضية (الآن بي إن سبورت) منذ افتتاحها في عام 2003، وقدمت وعلقت على عدة مباريات وبطولات لكرة الطائرة والدراجات النارية والفروسية وغيرها. كما شغلت منصب رئيسة قسم كرة الطائرة في القناة من 2004 إلى 2016.
كانت أيضا رئيسة بعثة الجزيرة في دورة الألعاب الأولمبية في أثينا 2004، تملك تجربة واسعة في تدریب مواهب عدیدة في الإعلام الریاضي في اختصاصات عدة: التعلیق الریاضي - مراسل میداني - التقدیم البرامجي والوثائقي. حصلت على عدة جوائز وتكريمات على مستوى إقليمي ودولي نظير عملها المتميز في مجال الإعلام الرياضي.

## التعليم
ليلى سماتي حاصلة على شهادة البكالوريا من الجزائر في عام 1986، وشهادة ليسانس أو البكالوريوس في الصحافة والعلوم السياسية من معهد الصحافة والعلوم السياسية في الجزائر في عام 1990. كما حصلت على شهادة الماجستير في الإعلام السمعي البصري من نفس المعهد في عام 1992. درست لمدة عامين تأثير التلفزيون الرياضي الجزائري على المجتمع الشبابي الجزائري في إطار بحثها العلمي. تلقت تدريبات متخصصة في التلفزيون الجزائري من 1990 إلى 1996، ويذكر هنا بأنّها وقبل انضمامها الرسمي كمقدمة مراسلة في التلفزيون الجزائري وأثناء الدراسة الجامعية تحديدا السنة الثالثة كانت قد تلقيت تدريبا تطبيقيا في التلفزيون الجزائري; المفارقة أنها تخرجت عام 1990, وهو ما تزامن مع استضافت الجزائر لنهائيات كأس افريقيا للأمم لكرة القدم وهو ما شكل امتحانا صعبا كبداية مشوار لإمرأة إعلامية، الأمر الذي انعكس بشكل إيجابي على مسيرتها التعليمية والمهنية لاحقا.
وشاركت في برنامج تطوير في باريس، فرنسا، في عام 1991. كما استفادت من عملها كمراسلة ومقدمة في شركة سيرنيا للإنتاج السمعي البصري في مونترويل، باريس، فرنسا، في عام 1994.

## المسيرة المهنية

### التلفزيون العمومي الجزائري
1990 كأس أفريقيا لكرة القدم بالجزائر.
1991 ألعاب البحر الأبيض المتوسط.
1992 الألعاب الأولمبية برشلونة – أسبانيا.
1994 بطولة العالم للكرة الطائرة للرجال.
1995 كأس أفريقيا للكرة الطائرة للرجال - تونس.
1996 اللجنة الأولمبية الصيفية أتلانتا.

### سيرنيا للإنتاج السمعي البصري
1994 مراسلة ومقدمة في شركة سيرنيا للإنتاج السمعي البصري في مونترويل، باريس، فرنسا.

### قناة الجزيرة الإخبارية
1996 عضو مؤسس في القسم الرياضي على قناة الجزيرة الإخبارية.
1996- 2003 رئيس قسم الكرة الطائرة.
1996- 2003 تغطية كأس أمير قطر (للكرة الطائرة).
1996- 2003 تغطية البطولات الدولية للرجال والنساء.
1999 تغطية بطولة العالم لكرة اليد للرجال - مصر.
2000 تغطية الألعاب الأولمبية الصيفية – سيدني.

### قناة الجزيرة الرياضية
2003 عضو في فريق عمل إطلاق قناة الجزيرة الرياضية.
2003- 2015 كأس العالم للكرة الطائرة رجال.
2003- 2015 بطولة العالم للسيدات.
2004- 2005 الجائزة الكبرى للدراجات النارية على حلبة لوسيل.
بطولة العالم للفروسية.
2004 رئيس الوفد الأولمبي بأثينا – اليونان.
2004 كأس الخليج 17 لكرة القدم - قطر.
2005 ألعاب غرب آسيا.
2006 دورة الألعاب الآسيوية الدوحة.
2004- 2016 حلبة البحرين الدولية لسباق السيارات.
رئيس قسم الكرة الطائرة (معلق - مقدم - مراسل).
2004 - 2016 الدوري الإيطالي للكرة الطائرة + كأس السوبر الإيطالي.
2003 - 2016 الدوري العالمي للرجال.
2007 - 2012 بطولة كأس العالم للكرة الطائرة.
2002 - 2015 بطولة قطر الوطنية للدراجات الهوائية.
2005 - 2014 بطولات الجائزة الكبرى للرجال والسيدات.
2010 كأس العالم لكرة القدم بجنوب أفريقيا.
2011 مراسل خاص كأس العالم لكرة القدم للسيدات 2011 – ألمانيا.
2011 مراسل كأس آسيا قطر.
2013 البطولة الرياضية الدولية.
2013 طولة دوري الكرة الطائرة للرجال.
2013 بطولة الجائزة الكبرى للكرة الطائرة للسيدات.
2016 بطولة العالم للدراجات الهوائية – الدوحة, قطر.
2021 تغطية خاصة لمختلف الرياضات.
2021 كأس العرب لكرة القدم – قطر – مراسل + مراسل مباشر.

#### برامج ووثائقيات تلفزيونية.
■ على الدوحة 45 دولة – 45 حلقة
■ ألوان رياضية, 39 حلقة, 39 رياضة
■ 2006 في دورة الألعاب الآسيوية الدوحة.
■ 2006 متابعة الشعلة - 55 ألف كيلومترات - تغطية خاصة يوميا.
■ 2008 فيلم وثائقي خاص في نهاية الحدث 2008 – دورة الالعاب الاولمبية بيكين-الصين –
■ 2010 برنامج كأس العالم لكرة القدم بجنوب أفريقيا – يومياً.
■ 2011 البرنامج اليومي الخاص – كأس آسيا قطر.
■ 2012 العد التنازلي قبل بطولة أمم أوروبا 2012 – بولندا – أوكرانيا.
■ 2012 برنامج يومي خاص بطولة أمم أوروبا أوكرانيا -بولندا.
■ 2014 البرنامج اليومي للعد التنازلي لكأس العالم 2014 - البرازيل.
■ 2014 برنامج يومي خاص وراء الكواليس "اكتشف البرازيل", في بداية كأس العالم بالبرازيل.
■ 2015 البرنامج اليومي كأس آسيا - أستراليا.
■ 2016 ألعاب ريو جانيرو الأولمبية.
■ التغطية – برنامج يومي خاص 52.
■ دقائق – المراسل 2013 -2022:
■ 2016- 2023 برنامج – نجوم.
■ 2017 و2020 2021 مقدم ومنتج لبرنامج "العيادة الرياضية".
■ 2017 و2020 2021 أسرار النجاح - البرنامج العقلي -المدة 52 دقيقة.
■ 2019 البرنامج الشهري لعيادة سبورتس.
■ إنتاج خطة المشروع الخاص – فيلم وثائقي عن سباقات الهجن – 52 دقيقة – “فيلم وثائقي حائز على جائزة”.
■ فيلم وثائقي خاص عن مكافحة المنشطات.

## منظمات وهيئات (عضو تأسيس)
2000 الإتحاد الرياضي النسائي مع صاحبة السعادة الشيخة موزا بنت ناصر المسند.
2001 الألعاب الإسلامية النسائية – طهران – إيران.
2001 الإتحاد القطري للمبارزة.
2001 الإتحاد القطري لركوب الدراجات.
2002 اللجنة المنظمة لدورة الألعاب الآسيوية الدوحة 2006.
2002 الألعاب الآسيوية 2002 بوسان – قطر.
1. 1 2 3  "ليلى سماتي | معهد الجزيرة للإعلام". institute.aljazeera.net. مؤرشف من الأصل في 2020-11-04. اطلع عليه بتاريخ 2023-09-17.
2. ↑  ليلى سماتي في لقاء خاص مع سفير المملكة العربية السعودية 🇸🇦 في قطر 🇶🇦، مؤرشف من الأصل في 2023-09-24، اطلع عليه بتاريخ 2023-09-17
3. ↑  حناشي وليلى سماتي/ أرقام وتعاليق - جويلية 1996، مؤرشف من الأصل في 2023-10-19، اطلع عليه بتاريخ 2023-09-17
4. ↑  "ليلى سماتي للشروق:حلمي أن تفوز قطر باستضافة المونديال". جزايرس. مؤرشف من الأصل في 2023-09-20. اطلع عليه بتاريخ 2023-09-17.
5. ↑  هنا الجزائر: ليلى سماتي.. عن الإعلام الرياضي, المهجر.. والحنين للوطن !، مؤرشف من الأصل في 2023-10-14، اطلع عليه بتاريخ 2023-09-17
6. ↑  القطرية، العرب (3 مارس 2012). "ليلى سماتي: علقت على مباراة كرة قدم لأقول للرجل أنا هنا". العرب القطرية. مؤرشف من الأصل في 2023-09-20. اطلع عليه بتاريخ 2023-09-17.
7. ↑  Welle (www.dw.com), Deutsche. "ليلى سماتي: لنتعلم من الدبلوماسية الألمانية في كأس العالم | DW | 13.07.2011". DW.COM (بar-AE). Archived from the original on 2017-07-22. Retrieved 2023-09-19.{{استشهاد ويب}}:  صيانة الاستشهاد: لغة غير مدعومة (link)
8. ↑  "معلقة رياضية خليجية". العربية. 7 ديسمبر 2012. مؤرشف من الأصل في 2023-10-06. اطلع عليه بتاريخ 2023-09-19.